# 喜马拉雅构造期
喜马拉雅构造期，简称喜马拉雅期或喜山期，是新近纪中新世至早更新世（2千350萬-78萬年前）之间的构造期，在此期间，在今中国及周边地区发生了喜马拉雅运动（或称喜山运动、喜马拉雅事件、喜山事件）。

## 概念的提出和演化
中国地质学家黄汲清在1945年最早提出了喜马拉雅运动的概念，指的是造成喜马拉雅山脉隆起的构造运动。但是他把整个新生代中国的构造运动都称之为喜马拉雅运动，实际上，在新近纪以前的构造运动均与喜马拉雅山的隆起无关。按万天丰（2004）的意见，古近纪的构造运动应分别独立为四川运动和华北运动。

## 构造活动
喜马拉雅运动是中国大陆及周边地区发生的又一次剧烈的构造运动。在喜马拉雅运动期间，印度板块在经过长途跋涉之后终于撞上了欧亚板块，使整个欧亚板块东部再次受到了近南北向的挤压作用。
其中，中国西部受到的影响最大。在剧烈的挤压作用下，喜马拉雅山脉和青藏高原迅速抬升，它们都是大型滑脱构造，在滑脱面之上发育了一系列的近东西走向的逆掩断层，其中较大的自南向北依次是喜马拉雅主前缘断层带、喜马拉雅山主边界断层带、喜马拉雅山主中央断层带、定日-洛扎断层带、雅鲁藏布江断层带、噶尔-纳木错断层带、班公错-怒江断层带、空喀拉-唐古拉温泉断层带和金沙江断层带等。这些逆掩断层之间形成巨大的褶皱断块山系，自南向北依次是喜马拉雅山脉、冈底斯山脉、念青唐古拉山脉、唐古拉山脉、可可西里山脉等；断层带本身则表现为山脉间和高原上的低地。
在青藏高原以北，同样出现了一系列的逆掩断层。与青藏高原不同的是，这些逆掩断层的倾向并不相同，因此并未形成像青藏高原那样的叠瓦构造，而是使两条倾向相对的断层之间的地块相对上升，两条倾向相背的断层之间的地块相对下降，从而形成盆岭相间的构造。如康西瓦-昆仑山断层带和塔里木南缘断层带之间的昆仑山地上升，塔里木南缘断层带和库尔勒-乌恰断层带之间的塔里木盆地下降，库尔勒-乌恰断层带和伊林哈别尔尕-亚干断层带之间的天山山地上升，伊林哈别尔尕-亚干断层带和德尔布干-克拉麦里断层带之间的准噶尔盆地下降，柴达木南缘断层带和宗务隆山-青海湖南缘断层带之间的柴达木盆地下降，宗务隆山-青海湖南缘断层带和北祁连北缘断层带之间的祁连山地上升，等等。
在中国大陆中东部，在东西向的张裂作用下，原有的近南北向的断层如闽粤沿海断层带、郯城-庐江断层带、大兴安岭东侧断层带、太行山东侧断层带、武陵山-大明山断层带等均转变为张裂性的正断层，沿其中某些断层还有花岗岩侵入。同时，还出现了一些新的张裂断层，如汾渭断层带、大雪山东缘断层带等。
南海、东海、日本海也均在这一时期受东西向的张裂作用而大幅张开，成为西太平洋的边缘海。俄罗斯的贝加尔湖也是由在这一时期形成的地堑带积水而成的。

## 地应力特征
喜马拉雅期地应力的主应力方向，在中国西部是北北东-南南西走向，向东逐渐转为北东走向。因西太平洋俯冲带的作用而具有近东西向主应力方向的地应力的地区已经东移到了日本海、东海、南海海盆以东的日本列岛、琉球列岛和菲律宾群岛地区，这充分说明了喜马拉雅期印度板块向北的碰撞对中国大陆的影响。

## 对现代地貌的影响
喜马拉雅运动过后，现代的中国地貌基本形成。在中国西部，喜马拉雅运动导致喜马拉雅山脉和青藏高原的迅速抬升，使后者成为“世界屋脊”，并导致昆仑山、天山、阿尔金山、祁连山和阿尔泰山的抬升（“活化”），以及塔里木盆地、准噶尔盆地、柴达木盆地的相对下降，新疆地区的“三山夹两盆”地貌就此形成。
在中国东部，近东西向的张裂作用则使李四光提出的新华夏构造体系中的三大隆起带和三大沉降带之间的相对高差加大，其中第三隆起带东边的大兴安岭-太行山-巫山-雪峰山一线成为中国地貌第二级阶梯和第三级阶梯的分界线，而第三沉降带南段（即四川盆地）以西的横断山则连同祁连山、阿尔金山、昆仑山一起成为中国地貌第一级阶梯和第二级阶梯的分界线。这种三级台阶的地貌使黄河水系和长江水系最终得以全面形成。
同时，由于闽粤沿海正断层的张裂，海南岛和台湾岛与中国大陆分离，断裂带在第四纪冰期过后遭受海侵，分别形成琼州海峡和台湾海峡。